# تتراستي دي جوس
تتراستي دي جوس (بالإنجليزية: Tătărăștii de Jos)‏ هي بلدية رومانيا تقع في رومانيا في مقاطعة تيلورمان.[بحاجة لمصدر] يقدر عدد سكانها بـ 4,141 نسمة .